# استیو آنتین
استیو آنتین (به انگلیسی: Steve Antin) (زاده ۱۹ آوریل ۱۹۵۸) بازیگر آمریکایی است.

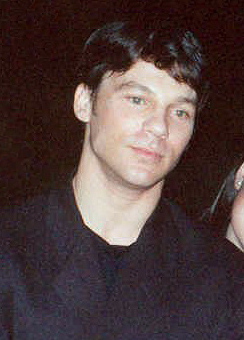
تصویری از استیو آنتین

از فیلم‌هایی که او در آن بازی کرده است، می‌توان به آخرین باکره آمریکایی، تا تو بودی، این مهمونی منه و گونیز اشاره کرد.